# Ángelo Henríquez
Ángelo José Henríquez Iturra (ur. 13 kwietnia 1994 w Santiago) – chilijski piłkarz występujący na pozycji napastnika w greckim klubie PAS Lamia 1964 oraz w reprezentacji Chile, złoty medalista Copa América.

## Kariera klubowa
Wychowanek Club Universidad de Chile. W 2012 roku wywalczył z tym zespołem mistrzostwo Chile. Wkrótce po tym podpisał umowę z Manchester United. Nie rozegrał jednak w barwach tego klubu żadnego oficjalnego spotkania, będąc wypożyczanym do Wigan Athletic, Realu Saragossa i Dinama Zagrzeb. W lipcu 2015 roku został graczem Dinama na zasadzie transferu definitywnego.

## Kariera reprezentacyjna
14 listopada 2012 zadebiutował w reprezentacji Chile w towarzyskim meczu z Serbią w St. Gallen (1:3), w którym zdobył gola. W 2015 roku wywalczył z drużyną narodową Copa América. Na turnieju tym zanotował dwa występy, w tym w spotkaniu finałowym z Argentyną.

## Sukcesy
Chile
- Copa América: 2015

Club Universidad de Chile
- mistrzostwo Chile: 2012 (Apertura)

Wigan Athletic
- Puchar Anglii: 2012/13

Dinamo Zagrzeb
- mistrzostwo Chorwacji: 2014/15, 2015/16
- Puchar Chorwacji: 2014/15, 2015/16

Fortaleza EC
- Campeonato Cearense: 2022
- Copa do Nordeste: 2022